# Oana-Gianina Bulai
Oana-Gianina Bulai (Roman, 23 agosto 1980) è una politica rumena, deputata della Romania dal 21 dicembre 2020 al 20 dicembre 2024 per il Partito Social Democratico (PSD).
Ha ricoperto ruoli amministrativi di rilievo, tra cui consigliere di stato per l'educazione e la salute nell'ufficio del Primo Ministro Viorica Dăncilă, e si è distinta come autrice di un libro sullo sviluppo personale e promotrice di iniziative giovanili.

## Biografia
Oana-Gianina Bulai è nata il 23 agosto 1980 a Roman, nel distretto di Neamț, nella regione storica della Moldavia, Romania.
Nel 1999 si è diplomata al Collegio Nazionale "Roman Vodă". Successivamente, ha frequentato la Facoltà di Giurisprudenza presso l'Università Nicolae Titulescu, conseguendo nel 2003 la Laurea in Scienze Amministrative, con specializzazione in Pubblica Amministrazione. Nel 2010 ha completato un Master in Psicologia politica e leadership in amministrazione presso l’Università “Petre Andrei” di Iași.

### Attività professionale
Oana-Gianina Bulai ha iniziato la sua carriera professionale nel settore privato. Dal 2005 al 2007 ha lavorato come consulente legale presso SC Lider Construct Grup S.r.l., una società operante nel settore delle costruzioni edilizie. Tra il 2007 e il 2010, è stata direttore generale della società Modeling&Media Services S.r.l., attiva nella manutenzione e riparazione di autoveicoli. In seguito, dal 2010 al 2012, ha diretto la SC City Net S.r.l., operante nel settore della ristorazione, e dal 2012 al 2016 ha ricoperto il ruolo di direttore generale presso SC Echipa OK S.r.l., una società editoriale.
Nel corso di queste esperienze, ha affrontato le sfide della gestione aziendale, operando in settori diversificati e complessi. Parallelamente, nel 2015 ha pubblicato il libro "TU – Guida con segreti su di te", una guida allo sviluppo personale. Da novembre 2016 a marzo 2017, ha svolto il ruolo di consigliere presso il Consiglio della Contea di Neamț e, successivamente, è diventata amministratore pubblico dello stesso ente.
Tra il marzo 2018 e il novembre 2019 è stata Consigliere di Stato presso il Governo della Romania sotto la guida del Primo Ministro Viorica Dăncilă.
Nel 2019 ha lanciato il programma "IL FUTURO SEI TU!", rivolto ai giovani di età compresa tra i 16 e i 18 anni, con l’obiettivo di promuovere la leadership e l’impegno civico.

## Carriera politica

### Elezione al Parlamento
Alle elezioni parlamentari del dicembre 2020, Oana-Gianina Bulai è stata eletta deputata del Parlamento rumeno, rappresentando la circoscrizione elettorale n.29 - Neamț per il Partito Social Democratico (PSD). Durante il suo mandato, ha lavorato sotto la presidenza di Klaus Iohannis.

### Commissioni parlamentari
Come deputata, ha partecipato attivamente ai lavori parlamentari, ricoprendo ruoli significativi nelle seguenti commissioni:
- Commissione per l'educazione (fino a settembre 2022)
- Commissione per l'imprenditorialità e il turismo (da dicembre 2021), dove ha svolto il ruolo di vicepresidente.

### Iniziative legislative
Tra le sue proposte legislative più rilevanti si segnala la dichiarazione di Ștefan cel Mare come eroe nazionale e patrono della cultura rumena, con l'istituzione del 2 luglio come giornata commemorativa. Ha inoltre promosso leggi volte a:
- Rafforzare il sistema educativo e garantire l'accesso equo all'istruzione.
- Sostenere le piccole e medie imprese nel settore del turismo.
- Migliorare le infrastrutture locali nei distretti rurali.

Il suo mandato parlamentare si è concluso il 20 dicembre 2024. Al momento, non ci sono informazioni ufficiali sulla sua eventuale rielezione per la legislatura 2024-2028.

## Patrimonio e interessi
Secondo la dichiarazione patrimoniale pubblicata sul sito della Camera dei Deputati, Oana-Gianina Bulai possiede tre terreni nel distretto di Neamț, acquistati tra il 2007 e il 2008, e un quarto terreno acquisito nel 2021. Inoltre, è proprietaria di un appartamento a Iași, ricevuto in donazione nel 2021, e di una casa di 60 metri quadrati a Roman. Bulai possiede gioielli per un valore stimato di 6.000 euro, depositi bancari pari a 112.255 euro e un pacchetto azionario nella società SC Romtel Media Consulting Srl.

## Controversie
Nel 2022, Ionel Arsene, presidente del Consiglio Provinciale di Neamț e collaboratore di Oana Bulai, è stato condannato a 8 anni e 4 mesi di reclusione per tangenti. Sebbene non direttamente coinvolta, la vicenda ha generato critiche nei confronti della sua attività amministrativa.

## Vita privata
Oana-Gianina Bulai ha un figlio ed è nota per il suo impegno verso i valori della famiglia e il supporto alle comunità locali. Mantiene una netta distinzione tra la sua vita pubblica e privata, condividendo dettagli personali solo quando strettamente legati alle sue iniziative professionali. Nonostante la riservatezza, il suo lavoro riflette un forte interesse per il benessere sociale e l'empowerment delle comunità locali.